# بردگوری کوانک
بردگوری کوانک مربوط به دوره اشکانیان - دوره ساسانیان است و در شهرستان فارسان، بخش مرکزی، دهستان میزدج علیا، شمال شرق روستای کوانک واقع شده و این اثر در تاریخ ۱۲ شهریور ۱۳۸۶ با شمارهٔ ثبت ۱۹۵۰۲ به‌عنوان یکی از آثار ملی ایران به ثبت رسیده است.